# Abgeordnetenversammlung (Jordanien)
Die Madschlis an-Nuwab (arabisch مجلس النواب, DMG Maǧlis an-Nuwwāb ‚„Abgeordnetenversammlung“‘) ist das Abgeordnetenunterhaus von Jordanien.

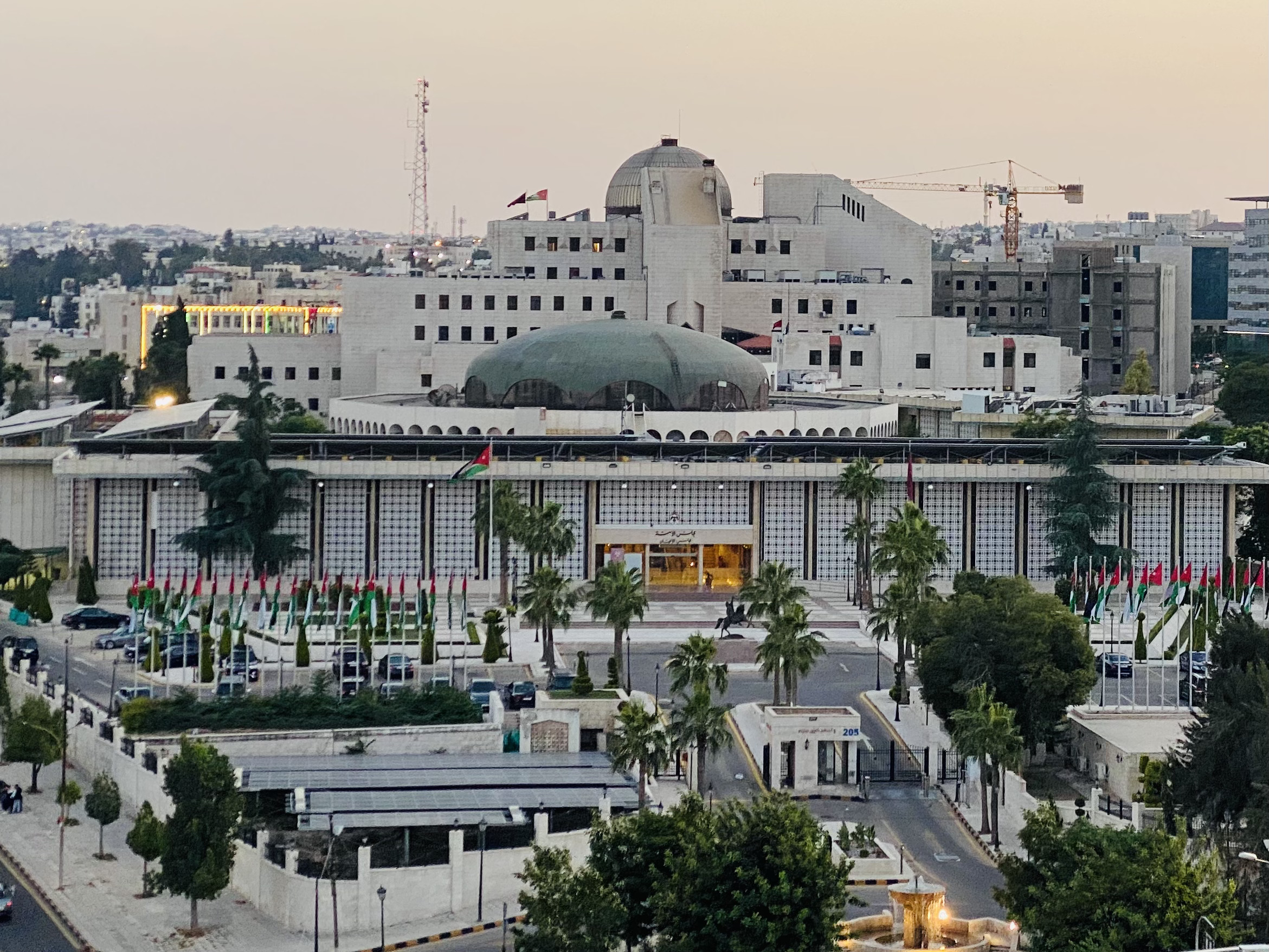
Das jordanische Parlamentsgebäude (2024)

Die Abgeordnetenkammer des jordanischen Parlaments bestand im Jahre 2020 aus 130 gewählten Abgeordneten, von denen 15 für Frauen und neun für Christen, Tschetschenen und Tscherkessen reserviert waren. Es wurde in 23 Wahlbezirken gewählt.

## Vergangene Wahlen
- Parlamentswahl in Jordanien 2003 am 17. Juni 2003

Jordanisches Parlament nach der Wahl 2016:
Parteilose: 100 Sitze
Islamische Aktionsfront: 10 Sitze
Zamzam: 5 Sitze
Islamic Centrist Party: 5 Sitze
National Current Party: 4 Sitze
Justice and Reform Party: 2 Sitze
Arab Socialist Ba'ath: 1 Sitz
National Union: 1 Sitz
Al-Awn: 1 Sitz

- Parlamentswahl in Jordanien 2007 am 20. November 2007[5]
- Parlamentswahl in Jordanien 2010 am 9. November 2010
- Parlamentswahl in Jordanien 2013 am 23. Januar 2013
- Parlamentswahl in Jordanien 2016 am 20. September 2016
- Parlamentswahl in Jordanien 2020 am 10. November 2020[6]
- Parlamentswahl in Jordanien 2024 am 10. September 2024[7]

## Sitz
Die Abgeordnetenkammer des jordanischen Parlaments hat ihren Sitz in Amman.